# Penka Stoyanova
Penka Stoyanova (cirílico:Пенка Стоянова) (Plovdiv, 21 de janeiro de 1950 - 16 de agosto de 2019) foi uma basquetebolista búlgara que conquistou a Medalha de Prata disputada nos XXII Jogos Olímpicos de Verão realizados em 1980 na cidade de Moscovo, União Soviética e a Medalha de Bronze nos XXI Jogos Olímpicos de Verão realizados em 1976 em Montreal, Canadá.